# 12548 Erinriley
12548 Erinriley (1998 QJ25) là một tiểu hành tinh vành đai chính được phát hiện ngày 17 tháng 8 năm 1998 bởi nhóm nghiên cứu tiểu hành tinh gần Trái Đất phòng thí nghiệm Lincoln ở Socorro.